# Julius Karel Jacobs
Israël (Julius Karel) Jacobs (Kiel-Windemeer, Hoogezand, Groningen, 5 mei 1842 - Makassar, Zuid-Celebes, Nederlands-Indië, 1895) was een Nederlandse arts die als officier van gezondheid van het KNIL en etnograaf werkte in Nederlands-Indië tijdens de Atjeh-oorlog (1873-1914). Zijn werk, geschreven in opdracht van de Nederlandse regering, geeft een inzicht in de relatie tussen de Nederlanders en hun kolonie Nederlands-Indië.

## Levensloop

### Jeugd en studententijd
Julius Karel Jacobs werd geboren op 5 mei 1842 in Kiel-Windemeer (Hoogezand, Groningen). Hij kwam uit een Joods gezin met elf kinderen. Zijn ouders waren Abraham Jacobs en Anna de Jongh, beiden drieëntwintig jaar oud op het moment dat ze trouwden in 1840 en zich vestigden in Kiel-Windeweer, Groningen. Jacobs werkte daar als dokter. Hij werkte vooral aan huis. Na drie jaar verhuisden ze naar Sappemeer omdat daar een grotere klandizie mogelijk was. Het gezin moest zeer zuinig leven vanwege het grote aantal kinderen. In het doorsnee joods gezin werd elk jaar een kind geboren. De opvoeding van de kinderen werd gekenmerkt door duidelijke regels, discipline en verantwoordelijkheid. Jacobs ouders vonden het zeer belangrijk dat ieder kind een wetenschappelijke opleiding kon volgen. Zij hadden beide hoge verwachtingen van hun kinderen en hoopten dat zij iets in de samenleving konden gaan betekenen. Ook de meisjes gingen studeren, bijvoorbeeld zijn zus Aletta Jacobs, die als eerste vrouw medicijnen studeerde in Groningen. Tot 1857 gingen de kinderen uit het gezin naar de joodse lagere school, Jacobs waarschijnlijk ook. Hij bezocht daarna de Latijnse school in Hoogezand waar ook Frans en Grieks werden gegeven. In 1863 ging Julius samen met zijn broer Samuel naar Groningen waar ze zich vestigden in de Turftorenstraat. Julius was assistent bij Ali Cohen en Samuel Siegmund Rosenstein nadat hij in 1868 promoveerde op een proefschrift over geelzucht (Verhandelingen over Icterius).

### Carrière en ontslag
Jacobs werkte als assistent in het ziekenhuis in Groningen. In de nacht van 16 op 17 maart ging hij samen met drie studenten naar het vertrek van de vijftien jarige dochter van de baker, Hielkje Doedenia van Wetzinga, en een kraamvrouw, Pieterdina Berg, die zij wijn wilden geven. Zij werden door veel lawaai ontdekt en werden ondervraagd door de politie. Jacobs ontkende alles en zei dat hij maar kort in het ziekenhuis was geweest. Uiteindelijk schreef hij wel in zijn ontslagbrief dat hij zich vaker dat soort handelingen had veroorloofd. Jacobs werd ontslagen omdat hij volgens het ziekenhuis een voorbeeldfunctie had die hij niet had kunnen vervullen door het incident. Zijn ontslag maakte een wetenschappelijke carrière onmogelijk. Ondanks dat maakte hij in 1873 wel een vertaling en bewerking van een Duits medisch studieboek, Leerboek voor de Praktische Geneeskunde. In september 1874 promoveerde hij aan de Groningse hogeschool in verloskunde. In 1875 publiceerde hij enkele artikelen in Het Nederlands Tijdschrift voor Geneeskunde. Vanuit Groningen ging hij eerst naar Arnhem, waar hij waarschijnlijk bij zijn broer in huis kwam. Op 6 mei 1974 werd hij ingeschreven in Lochem waar hij op 19 oktober 1876 trouwde met Antonia Wilhelmina (Anna) Bosch. Een jaar daarvoor had hij zijn naam officieel laten veranderen van Israël naar Julius Karel.

### Nederlands-Indië
Op 28 augustus 1876 werd Jacobs benoemd tot officier van gezondheid tweede klasse (legerarts), en ging hij naar Nederlands-Indië. Hier leefde hij achtereenvolgend in Soerabaja, Zuid-Borneo, Atjeh en daarna weer Soerabaja (1877-1880). Op 26 mei 1883 werd hij benoemd tot officier van gezondheid 1e klasse. Daarom werd hij overgeplaatst naar Cilacap, aan Sumatra’s westkust, en Serang (1883 tot 1886). 1889 tot 1891 zijn de enige jaren dat hij terug kwam naar Nederland samen met zijn vrouw.
In Nederlands-Indië was hij een enthousiast etnograaf. In 1881 vergezelde hij de resident van Banjouwangi op zijn expeditie door Bali en Lombok. Over deze reis 1883 schreef hij het boek Eenigen tijd onder de Baliërs. Eene reisbeschrijving met aanteekeningen betreffende hygiene, land- en volkenkunde.  In 1891 volgde De Badoej’s dat hij samen met J.J Meyer schreef. In 1894 werd Het familie- en kampongleven op Groot-Atjeh. Een bijdrage aan de ethnogafie van Noord-Sumatra gepubliceerd door de uitgever Brill. Jacobs schreef did boek in opdracht van de gouverneur van Atjeh, kolonel F Pompe van Meerdervoort, in 1891. Met zijn observaties wilde Jacobs de wetenschap en de maatschappij dienen. Hij bezat als dokter alle vrijheid van onderzoek, wat het makkelijker voor hem maakte om die observaties daadwerkelijk te doen.
Julius Jacobs overleed in 1895 te Makassar in Nederlands-Indië.